# Agustín Viana
Agustín Viana, vollständiger Name Agustín Viana Ache, (* 23. August 1983 in Chicago, Illinois oder Miami) ist ein ehemaliger uruguayischer Fußballspieler mit italienischen Wurzeln.

## Karriere

### Verein
Viana begann seine Karriere in der Apertura 2001 bei Bella Vista. Anfang Januar 2006 wechselte er zur anstehenden Clausura zu Nacional Montevideo und unterzeichnete einen Eineinhalb-Jahres-Vertrag. Dort wurde er direkt nach seiner ersten Halbsaison Uruguayischer Meister. Er kam unter anderem bei der Copa Libertadores 2006 (7) und 2007 (10) zu insgesamt 17 Einsätzen und absolvierte in der Saison 2006/07 24 Erstligaspiele für die Bolsos. Weitere Karrierestation war 2008 Atlético Mineiro. In der Apertura 2008 stand er wieder in Reihen Bella Vistas (11 Spiele / 2 Tore). Im Januar 2009 ging er zum CFR Cluj in die rumänische Liga 1, absolvierte in Reihen der Rumänen jedoch nur ein Spiel.  Im Anschluss wechselte er zu Gallipoli, wo er 28 Spiele in der Serie B absolvierte. Von dort kehrte Viana im September 2010 abermals zurück nach Uruguay zu Bella Vista, für die er in der Spielzeit 2010/11 in 22 Begegnungen der Primera División auf dem Platz stand und dabei zwei Treffer erzielte. In der Apertura der Spielzeit 2011/12 erzielte er, aufgestellt in zwei Begegnungen, einen weiteren Treffer. Ende August 2011 schloss er sich dann Levadiakos an. Für diesen Verein spielte Viana 13-mal in der griechischen Super League. Mitte Juli 2012 war sein neuer Arbeitgeber mit Bella Vista wiederum sein bereits mehrfacher vorheriger Klub. Im Torneo Apertura 2012 lief er 15-mal in der Liga auf und erzielte zwei Tore. Ende Januar 2013 schloss er sich sodann dem US-amerikanischen Verein Columbus Crew an. Für den Verein, bei dem er am 2. März 2013 in der Partie gegen Chivas debütierte, spielte er 24-mal in der Liga (ein Tor) und lief zudem dreimal im Reserve-Team auf. Ende Januar 2015 wechselte er zum Danubio FC. Bis zum Ende der Spielzeit 2014/15 absolvierte er neun Erstligaspiele (kein Tor) und drei Partien (ein Tor) der Copa Libertadores 2015. In der Saison 2015/16 wurde er zehnmal (kein Tor) in der Primera División und zweimal (kein Tor) in der Copa Sudamericana 2015 eingesetzt. Im Juli 2016 gab er sein Karriereende bekannt.

### Nationalmannschaft
Viana gehörte der U-20-Auswahl Uruguays an. Unter anderem kam er dort unter Trainer Jorge Da Silva im Vorbereitungsspiel zur Südamerikameisterschaft am 28. Dezember 2002 gegen eine Auswahl der Ligas Federadas de Maldonado zum Einsatz, dass die Celeste mit 6:1 gewann. Im Jahr 2003 nahm er sodann mit der U-20-Uruguays an der U-20-Südamerikameisterschaft im eigenen Land teil. Im Verlaufe des Turniers stand er mindestens beim 2:0-Sieg über Ecuador am 5. Januar 2003, zwei Tage später beim 4:1-Sieg über Peru, am 9. Januar 2003 bei der 0:2-Niederlage gegen Brasilien, beim 4:1-Sieg über Bolivien am 13. Januar 2003, beim 1:1-Unentschieden gegen Argentinien am 16. Januar 2003, bei der 1:2-Niederlage gegen Paraguay (19. Januar 2003), am 22. Januar 2003 in der mit 2:1 gewonnenen Partie gegen Ecuador und bei der 1:2-Niederlage gegen Brasilien am 28. Januar 2003 auf dem Platz. Auch kam er in einer Begegnung gegen die Comarcal-Auswahl (bestehend aus Spielern von Mannschaften der spanischen Regionen La Ribera und La Costera) am 22. August 2003 zum Einsatz, in der er einen Treffer erzielte.

### Erfolge/Titel
- Uruguayischer Meister: 2005/06
- Rumänischer Pokalsieger (1): 2008/09